# Берхманс, Жюль
Жюль Этьен Берхманс (фр. Jules Berchmans; 6 мая 1883[…], Les Waleffes, Валлония — 30 декабря 1951[…], Брюссель) - бельгийский скульптор.
Сын художника Анри Берхманса, профессора истории искусств Брюссельского университета (1910–1911) и двоюродный брат художника-литографа Эмиля Берхманса. В 1914 году он находялся в Греции в качестве члена Французской школы в Афинах, а затем был мобилизован. По возвращении с войны преподавал в Академии изящных искусств в Брюсселе .
Выставлялся в различных салонах в Брюсселе. Имеет награду Ордена короны. Известен своим Памятником академикам, погибшим на войне, который находится в Льежском университете .